# 立川町の風力発電

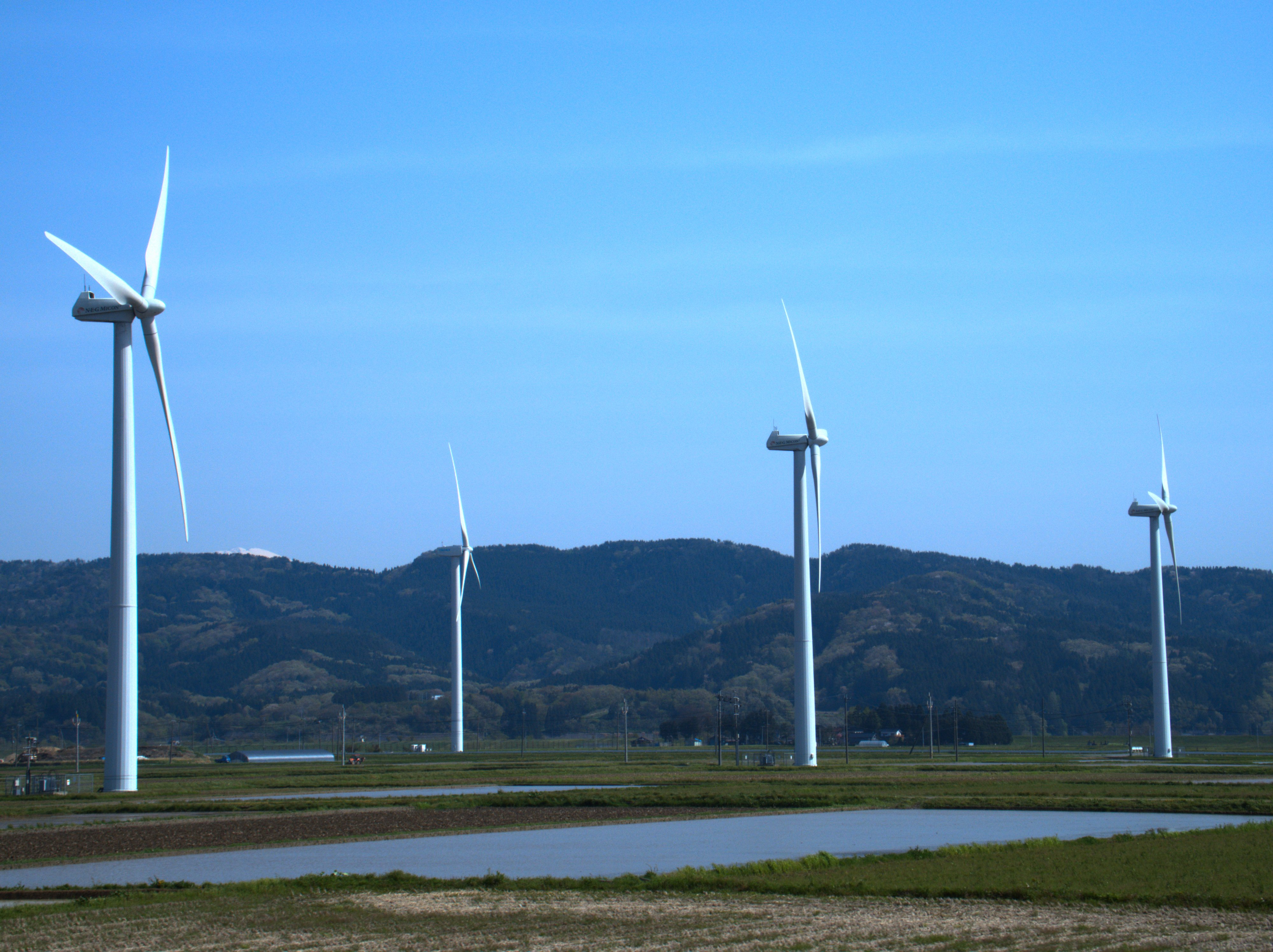
庄内町にある風力発電機

立川町の風力発電（たちかわまちのふうりょくはつでん）では、山形県東田川郡立川町（現・庄内町）で行われていた風力発電事業について解説する。
日本において地方公共団体による風力発電事業の先駆的導入事例とされる。市町村合併後に庄内町に引き継がれた事業についても記載する。

## 立川の強風「清川だし」
山形県の庄内地方に位置した立川町は、強風の地として知られていた。この風は「清川だし」と呼ばれ、主に春から秋にかけて発生する南東の強風を指す。高気圧が三陸沖の太平洋上またはオホーツク海上にあるときに局地的な強風が吹き、特に東高西低の気圧配置で、等圧線が山形県内で南北方向に走り、幅が狭くなっているほど風が強まる。これはオホーツク海付近で発生した冷気団が奥羽山脈を越え、新庄盆地に滞留したのち颪となって最上峡で収束し、庄内平野に吹き出すためである。立川町は最上川峡谷の出口にあたるため、この影響を最も受ける位置にあった。中でも町内の清川地区は峡谷の出口に最も近く、「清川」の名はこの付近から東風となって庄内平野へ吹き渡ることによる。
この「清川だし」は岡山県の広戸風、愛媛県のやまじ風と並び「日本三大悪風」と呼ばれる局地風で、秒速15メートルから20メートルに達することがある。一方で冬は北西の季節風が強く吹き、地吹雪が発生するなど、一年を通じて風が強い土地である。平均風速は秒速4.1メートル、10メートル以上の風も年間90日前後と多く、内陸部にありながら全国的にもまれな強風地帯となっている。
米どころ庄内平野の一角である立川町で「清川だし」はしばしば農作物に被害を与え、5月から6月には田植え直後の稲の生育を妨げ、8月から9月にかけては稲が強風にはたかれ籾が落ち収穫に影響を及ぼすだけでなく、果樹の落下や畑作物への痛みを引き起こして商品価値を下げる、ときには大火の原因となるなど、地元においては長らく厄介なものとされ、悩みの種であった。
強風による農業条件の悪さから離農者も相次ぎ、1960年頃から町は急速な過疎化に突入していた。1976年（昭和51年）には全国的な冷夏に見舞われた上にだし風の直撃を受けたことで町の農業は壊滅的な被害を受け、被害総額は5億円にまで上った。

## 逆転の発想で風を活用

### 2つの失敗
立川町ではこの悪風を逆手にとり町おこしに活用すべく、山形大学農学部教授の羽根田栄四郎の発案により、清川だしで風力発電を行い温室栽培に活用する構想を進めることとなった。田澤一二町長や山形大学の教授らを中心に「立川町風エネルギー実用化実験事業」を開始、1979年に当時最も信頼性の高かった1kWの山田式小型風車を設置し、翌1980年（昭和55年）から1985年（昭和60年）にかけての5年間で、町単独事業として温室ハウスによる農業利用試験を行った。しかし山田式風車は設置の翌年に強風に耐えられず羽根が破損して吹き飛ばされるなど、終始不調に終わった。
一方で同じ頃、オイルショックによる教訓から科学技術庁でも新エネルギーの開発構想（サンシャイン計画）があった。風力発電はメインの研究ではなかったが将来の可能性を探る総合研究の対象となり、同庁と新エネルギー総合開発機構(NEDO)による全国10か所の風力発電のモデル事業地のひとつとして立川町が選定された。この実験事業は山形県の県花にちなみ「コミュニティ・エネルギー・プロジェクトべにばな計画」と名付けられ、1981年（昭和56年）からの5年間に住友精密工業製の5kW風力発電機2基を豚舎の暖房に用いる試験などに取り組んだ。
だがこの住友製風車も1986年（昭和61年）冬に発生した地吹雪に吹き飛ばされてしまった。両事業とも修繕を繰り返しつつ継続されたものの、変化に富んだ自然環境に対応しきれず機器トラブルが続発するなど稼働率が年間の3分の1に留まったことで実用化には至らず、事業終了後は観光用程度にしか利用できなかった。これらの失敗により、全国的にも日本の風は風力発電には適さないとの評価が定着してしまった。

### 発電施設の完成
1988年（昭和63年）のふるさと創生事業をきっかけに、再び風による町おこしの機運が高まった。1991年（平成3年）4月、舘林茂樹町長のもと「立川町風車村推進委員会」が発足し「立川町 NEW WINDY TOWN 風車村構想」が開始される。町の小高い公園に風車を設置することとし、当初は過去の失敗の経緯から観光用を主目的にしたオランダ型の風車とする案だったが、現地を視察した清水幸丸や牛山泉ら国内の風力発電研究者による助言、風車技術の進歩、同年10月にオランダで開催されたヨーロッパ風力エネルギー協会の会合に町からも出席してオランダやドイツの発電用風車を実際に目にしたことで、実用的な風力発電を目指すこととなる。同構想では、風にこだわった地域づくり、町おこしを推進するともに、町による環境問題への取り組みへのPRが謳われている。
この当時、自治体としては北海道寿都町などが小規模な風車を導入していた程度で、国内での本格的な発電用風車は電力会社の研究施設にしかない状況だった。立川町は再生可能エネルギーとしての風力発電の先進性を実証するため、1993年（平成5年）にアメリカのU.S.ウィンドパワー社製風力発電機「USW56-100」（風車直径18メートル、出力100kw）3基を導入。一般家庭の年間約60世帯分の電気使用量をまかない、当時の日本の自治体では最大級の風力発電施設で、立川町は全国に先駆けた風力発電導入の事例となった。この風車は以後「シンボル風車」と位置付けられ、逆潮流を伴う系統連系を用いた進歩的な方式はマスメディアにも取り上げられ反響を呼んだ。なお、この風車は老朽化とメンテナンスコストの関係から2007年（平成19年）に運用を停止し、現在は撤去されている。
風車の選定にあたって当初は複数の国内メーカーに打診を行ったものの、当時の日本で風力発電機は開発の黎明期で生産体制が整っておらず、すげなく断られるか、数億円もの高額な見積を提示される状況だったため、諸経費を勘案しても価格面で見合いかつ高性能なアメリカ製を輸入することに決定した経緯がある。発電用風車の輸入は当時前例がなく、国は安全性などを盾に難色を示したが、町は国に対して数か月に及ぶ粘り強い交渉を行い、最終的に安全性については町が全責任を負うことを条件に輸入許可を取り付けるに至った。総事業費は1基約3000万円の風車3基に加え、近隣施設の電力として使うための送電線や変電設備等を含む2億4000万円となり、ふるさと創生事業の予算1億円を大きく超過することとなった。
風力発電を行うにあたり、ネックとなったのは余剰電力の消費先であった。風力発電機本体の購入経費はふるさと創生事業の予算で賄えるものの、配電設備等へ投じる1億円超の追加拠出は、余剰電力を電力会社へ売却することで埋め合わせる必要があった。しかし当時の法制度では風力発電により生じた電力は自家発電とみなされ自家使用しかできず、なおかつ自治体による電力の売却は認められていないという状況だった。このため発電機の導入に先駆け、余剰電力の買い取り制度の導入を目指して町長の舘林をはじめ町職員が東北通産局など関係機関との折衝を重ねていた。「売電」という当時前例なき交渉は難航したものの、1992年（平成4年）4月に自然エネルギーによる自家発電の電力余剰分を電力会社が買い取る制度が定められ、立川町が風力発電における最初の適用例となった。

### 施設の拡大と周囲への影響
以後はシンボル風車の周辺を「風車村」として施設整備を図り、1995年（平成7年）に資料室や体験コーナー、多目的アリーナ、売店などを併設した「ウィンドーム立川」がオープン。遊具広場、風力発電で充電した子供用のバッテリーカー広場なども整備され、観光や社会教育を兼ね備えた施設となった。年間に約4万人の来訪者があり、県外からの視察団も多く訪れている。シンボルモニュメントとして「風の造形作家」新宮晋による作品を設置している。
1994年（平成6年）には「第1回全国『風』サミット」を立川町で開催。全国から風をテーマに地域活性化を進めている12市町村が参加した。各市町村による風を利用した活性化構想や意見交換、産学官の風力発電に関心を持つ事業者が集う場として、以後も全国持ち回りで行われている。2015年（平成27年）には第18回サミットを合併後の庄内町として行った。
また、国内の風力発電の開発や普及を促進するため、立川町が中心となって風力発電や再生可能エネルギーに関心のある自治体を集め、1996年（平成8年）に「風力発電推進市町村全国協議会」が結成された。設立から10周年を迎えた2005年には加盟市町村が71に達している。

## 本格的な発電事業

### 全町域の電力量を目指して
1996年（平成8年）に売電事業を行う民間企業の山形風力発電研究所が、デンマークのNEGミーコン（現・ベスタス）社製風力発電機「M750-400/100kW」（出力400kw）2基を最上川の河川敷付近の田園に設置。この時期に町は通産省の補助を受け「立川町新エネルギー導入計画」を策定。「小さな町の大きな挑戦」を掲げ、「町おこし」段階を脱却して地球温暖化対策を見据えた本格的な風力発電の導入へ踏み切り、最終的には立川町全体の年間消費電力量を全て風力発電を中心とした新エネルギーで賄う計画とした。
この計画により集合型風力発電施設（ウィンドファーム）整備事業が発足。第1次計画として第三セクターたちかわ風力発電研究所が設立され、山形風力発電研究所の風車2基が移管されると共に1999年（平成11年）から2000年（平成12年）にかけてNEGミーコン社製風力発電機「NM600/48」（出力600kw）が4基設置された。
2002年（平成14年）には第2次計画として町営のドイツ製1500kW発電機を設置。以後も3基の大型発電機が民間企業により設置されている。
2001年時点では立川町の40%ほどの電力を風力発電で賄っており、合併後の2006年時点では旧立川町域の57%、庄内町全体では13%に達している。

### 合併後の動向
2005年（平成17年）に立川町は余目町と合併し庄内町となったが、風力発電事業は以後も庄内町へ引き継がれている。2002年に建設した町営1500kW発電機は、2019年時点で一般家庭500世帯分の発電を賄い、年間約5000万円の電力売却益を得ている。風力発電を中心にバイオマス事業、雪冷房システム、町内で産出される天然ガスを用いた天然ガス自動車、太陽光発電の導入など、総合的に新エネルギーに取り組んでいる。
第三セクターとして発足したたちかわ風力発電研究所は、当初はエコ・パワーによる出資を受けたが、2010年（平成22年）にエコ・パワーがコスモ石油グループ入りしたのに伴い、コスモエコパワーの管理下となっている（庄内町も引き続き出資者の地位にあったが、2017年4月に全株式を譲渡）。
町営風車は東京都港区への売電等で2021年には町に年間5000万円の利益をもたらしたが、2022年に再生可能エネルギーの固定価格買い取り制度(FIT)の対象期間が終了し売電価格が下落したことや、施設の老朽化を受け、2023年中に撤去される方針となった。既設の風車は田園地帯に設置されていたが、周辺農家への影響が大きいことから、同地への新設は見送られた。コスモエコパワー所管の風車も2022年限りで撤去された。一方、民間による風力発電事業は継続し、2021年11月以降に地元企業3社が山間部に建設した計12基が稼働している。年間発電量は6万MW/hで、17000世帯分に上る。売電収益の一部が協定により町に寄付され、林道整備、農林漁業発展などに活用される。2023年3月に初回の寄付が行われた。

## 立川町・庄内町の風力発電機一覧
庄内町狩川地区のうち、下記の発電施設群のある一帯が立川ウィンドファームまたはウィンドファーム立川と呼称される。
| 設置年 | 容量   | 基数 | 設置者                                | メーカー・型番                  | 現況   | 備考                                               | 出典          |
| ------ | ------ | ---- | ------------------------------------- | ------------------------------- | ------ | -------------------------------------------------- | ------------- |
| 1980   | 1kW    | 3基  | 立川町・風エネルギー実用化実験事業    |                                 | 撤去済 | 山田式風車                                         | [ 21 ] [ 24 ] |
| 1981   | 5kW    | 2基  | 科学技術庁、NEDO                      | 住友精密工業                    | 撤去済 | コミュニティ・エネルギー・プロジェクト紅花計画     | [ 21 ] [ 24 ] |
| 1993   | 100kW  | 3基  | 立川町                                | U.S.ウィンドパワー「USW56-100」 | 撤去済 | シンボル風車                                       | [ 21 ] [ 14 ] |
| 1996   | 400kW  | 2基  | 山形風力発電研究所                    | NEG Micon「M750-400/100kW」     | 撤去済 | たちかわ風力発電研究所（現コスモエコパワー）へ移管 | [ 21 ] [ 20 ] |
| 1999   | 600kW  | 2基  | たちかわ風力発電研究所（第3セクター） | NEG Micon「NM600/48」           | 撤去済 | 現・コスモエコパワー                               | [ 21 ] [ 20 ] |
| 2000   | 600kW  | 2基  | たちかわ風力発電研究所（第3セクター） | NEG Micon「NM600/48」           | 撤去済 | 現・コスモエコパワー                               | [ 21 ] [ 20 ] |
| 2002   | 1500kW | 1基  | 立川町営風力発電所                    | TACKE「1.5s」                   | 稼働中 | 現・庄内町営風力発電所                             | [ 21 ] [ 22 ] |
| 2003   | 1500kW | 1基  | 立川CSセンター風力発電所              | TACKE「1.5s」                   | 稼働中 |                                                    | [ 21 ] [ 22 ] |
| 2016   | 1990kW | 1基  | 日立製作所                            | 日立製作所                      | 稼働中 |                                                    | [ 21 ]        |
| 2019   | 1990kW | 1基  | 安藤組                                | エネルコン「E-82 E2」           | 稼働中 |                                                    | [ 21 ] [ 32 ] |

## 関連書籍
- 清水幸丸『風力発電入門 : 風の力で町おこし・村おこし : 地域エネルギー新時代』（改訂版）パワー社、2005年2月、21-28頁。ISBN 4827722749。
- 鈴木健司 著「突風平野 風車よ闘え!」、NHKプロジェクトX制作班 編『プロジェクトX 挑戦者たち 13 願いよ届け 運命の大勝負』日本放送出版協会、2002年7月、287-322頁。ISBN 4140806818。